# 草酸铌
草酸铌是铌(V)的草酸盐，化学式为Nb(HC2O4)5，对潮湿敏感，和皮肤接触有害。铌(V)的草酸正盐Nb2(C2O4)5尚未制得。中文文献中，有时候将配合物NH4[NbO(C2O4)2(H2O)2]·3H2O也称作草酸铌。

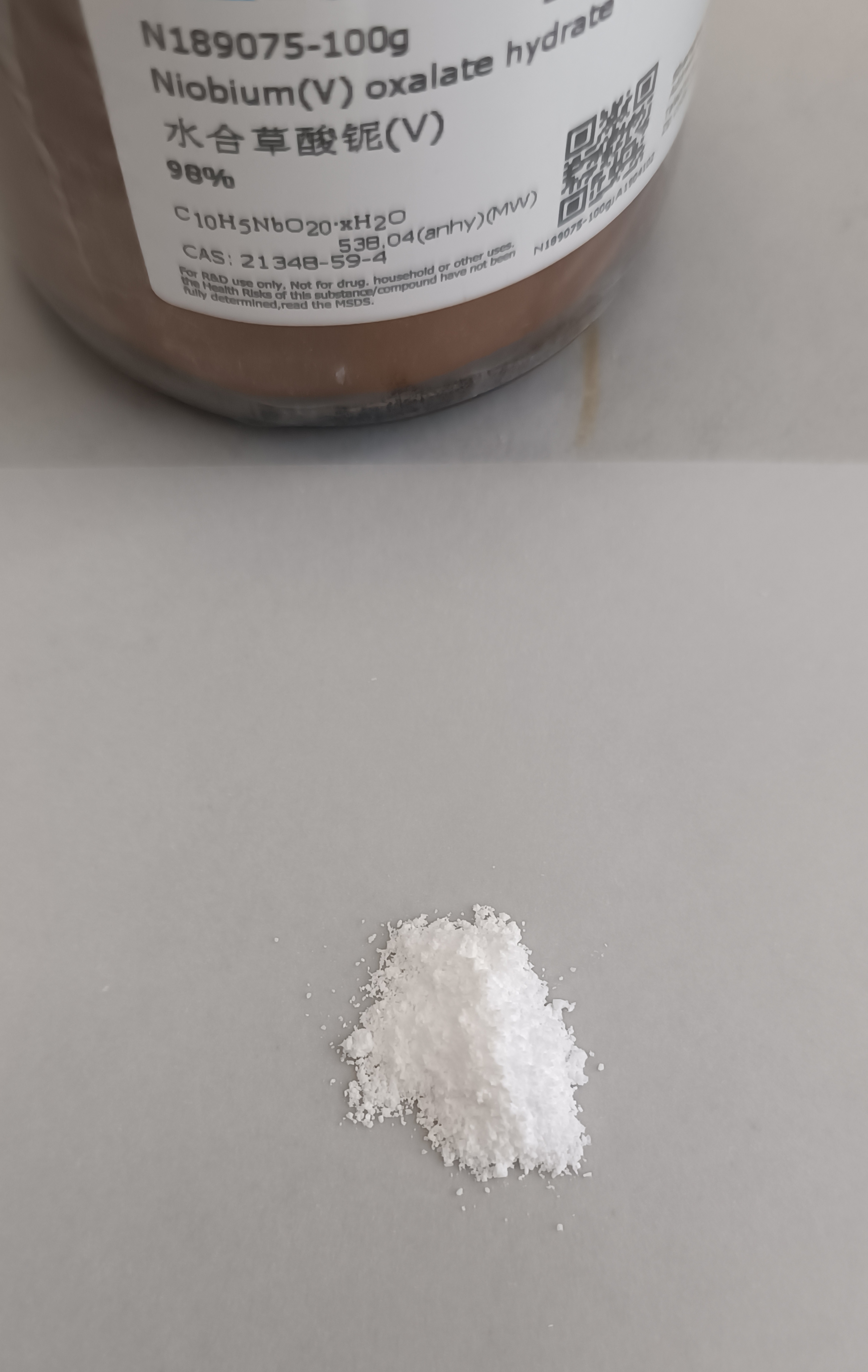
水合草酸铌

## 配合物
铌(V)可以和羟基酸形成配合物，草酸也是如此，对铌的配位能力比酒石酸强（而钽相反）。NH4[NbO(C2O4)2(H2O)2]·3H2O在125℃开始分解（失水），至630℃完全分解，产物为五氧化二铌；将此配合物和柠檬酸钠于650℃加热，可制得铌酸钠（NaNbO3）。
Rb3[NbO(C2O4)3]·2H2O是一种无色晶体，其中存在[NbO(C2O4)3]3-阴离子。Sr3[NbO(C2O4)3]2·8H2O是含同类型阴离子的化合物，在200℃失水得到无水物，260℃开始分解，875℃的分解产物为SrCO3和SrNb2O6。